# Мартен, Жак-Поль
Жак-Поль Мартен (фр. Jacques-Paul Martin; 26 августа 1908, Амьен, Франция — 27 сентября 1992, Ватикан) — французский куриальный кардинал. Титулярный епископ Неаполя Палестинского с 5 января 1964 по 28 июня 1988. Префект Дома Его Святейшества и префект Апостольского дворца с 9 апреля 1969 по 18 декабря 1986. Кардинал-дьякон с титулярной диаконией Сакро-Куоре-ди-Кристо-Ре с 28 июня 1988.